# Enrique Cabrera Cossío
El doctor Enrique Cabrera Cossío nació el 15 de julio de 1918 en la Ciudad de México y falleció el 9 de enero de 1964 en el Kremlin de Moscú, donde se encontraba por encomienda del Ministerio de Salud Pública cubano. Es Científico cardiólogo. Emigró a Cuba cuando trinufó la Revolución Cubana dirigida por Fidel Castro. Participó en el X Congreso Médico Nacional en La Habana, primero que se efectuaba su profesiòn  en Cuba después del hecho histórico de la revolución, asistió a él con una numerosa delegación de importantes médicos y científicos. Está sepultado en el Panteón Colón de Cuba. 
El profesor Enrique Cabrera Cossío llevó a cabo una serie de conferencias sobre electrocardiografía, vectorcardiografía y cardiología en general. 
- Datos: Q5833129